# Altiero Spinelli
Altiero Spinelli, född 31 augusti 1907 i Rom, död där 23 maj 1986, var en italiensk förespråkare av europeisk federalism. Han ses som en av ideologerna bakom Europeiska unionens grundande och utveckling.

## Biografi
Spinelli gick med i Italienska kommunistpartiet som ung och blev satt i fängelse av fascisterna 1927. Han var fängslad fram till 1937 och därefter hållen i förvar fram till 1943. Tillsammans med Ernesto Rossi och Eugenio Colorni skrev han utkastet till den skrift som blivit känd som Ventotenemanifestet och blev grunden för den europafederalistiska rörelsen, som ledde till Europeiska unionen.. Utkastet var färdigt i juni 1941. På grund av bristen på papper och behovet att hålla skrivandet hemligt skrevs det på cigarettpapper och skickades genom att döljas bakom lönnfack i tennboxar. Det kom sedan att spridas bland den italienska motståndsrörelsen. 
Efter kriget fungerade Spinelli som regeringsrådgivare, forskare och fri skribent. Bland hans publikationer märks t.ex. boken Rapporto sull'Europa, som också översattes till engelska och utgavs med titeln The Eurocrats (1966). 
År 1970 utsågs Spinelli till Italiens representant i Europeiska kommissionen, med ansvar för industrifrågor. År 1979 invaldes han i Europaparlamentet efter att ha ställt upp som oberoende kandidat på italienska kommunistpartiet lista. Han bildade också Krokodilklubben, en klubb för federalistiska parlamentariker, uppkallad efter den restaurang i Strasbourg där de möttes. Klubbens medlemmar förespråkade grundandet av en europeisk förbundsstat. Som parlamentsledamot fick Spinelli i uppdrag att presentera ett förslag till avtal om grundandet av Europeiska unionen. Termen "Europeiska unionen" anses ha införts av Spinelli.. I februari 1984 lade han fram sitt förslag i Europaparlamentet, där det antogs med stor majoritet. Förslaget avvisades emellertid av medlemsstaternas regeringar, vilka i stället gick in för den följande år antagna 
europeiska enhetsakten.